# Adams (Dakota Północna)
Adams – miasto w Stanach Zjednoczonych, w stanie Dakota Północna, w hrabstwie Walsh.